# Arnulf Korutanský

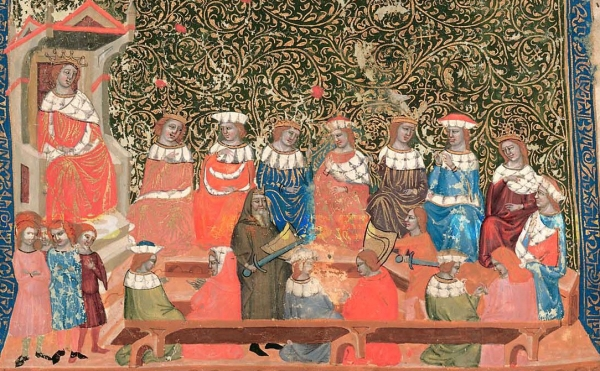
Svatopluk v mnišském rouše na Arnulfově dvoře (pařížský zlomek Dalimilovy kroniky)

Arnulf Korutanský (850? – 8. prosince 899 Řezno) byl východofranským (877–899) a italským (894–899) králem a římským císařem (896–899), byl rovněž bavorským vévodou (887–899) a vládl také v Karantanii, v té době podřízené Bavorsku.

## Život
Pocházel z východofranské větve rodu Karlovců, byl jediným, avšak nemanželským synem krále Karlomana, syna Ludvíka II. Němce. Před svojí smrtí roku 879 mu otec svěřil korutanskou marku. Již v mládí získal prestiž jako vojevůdce ve východních oblastech východofranské říše.
Později se otevřeně postavil do čela odboje východofranské šlechty proti svému strýci císaři Karlu III. Tlustému, kterého následně v rozčilení postihla mozková příhoda. Po abdikaci ochrnutého panovníka si reprezentace východofranské říše zvolila za svého krále Arnulfa. Trůn mu nabídla také část západofranské šlechty, o nějž však zájem neměl. Tak byl ukončen pokus o znovusjednocení Franské říše, realizovaný Karlem III. Tlustým, a definitivně potvrzen její rozpad. Východofranský král Arnulf byl zdá se posledním „svěžím letorostem“ usychajícího kmene karlovského rodu a „jeho říše jediná představovala tou dobou v západní Evropě velmoc a rázná jeho vláda si vynucovala v dobách zmatků všeobecné uznání.“ Snažil se udržet alespoň zdánlivou jednotu své říše. Nad Normany zvítězil po dlouhé době v říjnu 891 v bitvě u Lovaně. Dlouhá léta vedl boje s Velkomoravskou říší, kterou si pokoušel podrobit. Roku 890 uznal při osobním setkání svrchovanost krále Svatopluka I. nad Čechami. Vzápětí však proti němu zahájil novou válku ve spojení s Bulhary, Maďary a Chorvaty, sídlícími jižně od hranic Velkomoravské říše, ale znovu neuspěl. Po Svatoplukově smrti složila Arnulfovi roku 895 slib věrnosti knížata Čechů Spytihněv I. a Vitislav.
Poté se začal věnovat italským záležitostem a zahájil boj proti italskému vzdorokráli Widovi ze Spoleta. Přitáhl do Itálie a poté, co Wido během války zahynul, si vynutil na lombardských městech uznání za krále. Vdova po Widovi však v boji pokračovala, zajala papeže Formosa a snažila se ho přimět, aby uznal za císaře Widova syna Lamberta. Arnulf proto podnikl roku 895 druhé italské tažení, během něhož se mu podařilo papeže osvobodit. Poté ho Formosus korunoval 22. února 896 římským císařem.
Ani Arnulfovi se nevyhnula rodová choroba, ateroskleróza, které vedla u většiny z mužských členů již ve středních letech k ochrnutí po mozkové příhodě. Arnulf jí byl postižen během druhé italské výpravy a domů se vrátil na nosítkách. V posledních letech života byl císař neschopen vládnout osobně.
Arnulfovým nástupcem ve východofranské říši se stal teprve šestiletý syn z manželství s Odou z rodu Konrádovců, Ludvík IV. Dítě, jímž vymřeli roku 911 východofranští Karlovci po meči. Ludvíkův nástup na trůn byl počátkem krize a rozkladu říše. Pro svého původního následníka, staršího, leč nemanželského syna Svatopluka vytvořil samostatné království z Lotrinska, jež připadlo celé východofranské říši ribemontskou smlouvou. Svatopluk Lotrinský zde vládl v letech 895 až 900.